# Јован Цокић
Јован Цокић (Ваљево, 19. август 1927 — Елизабет, САД, 6. фебруар 2004) је био фудбалски репрезентативац Југославије.
На фудбалску сцену је ступио 1948. као првотимац Црвене звезде. Иако је те године с њом освојио Куп Југославије, што је био први њен трофеј. Наредне године је прешао у Металац Београд (потом БСК, а данас ОФК Београд), где је остао до 1952. Те године је позван и у репрезентацију, па је за „плаве” играо 2. новембра против Египта у Београду када је био и стрелац (Југославија је победила са 5:0).
У пролеће 1953. вратио се у Црвену звезду, која је тада дошла до своје друге титуле првака државе и у њој је као стандардни првотимац, најпре навални играч, а потом као халф, остао до 1958. Са „црвено-белима” је био првак и 1955/56. и 1956/57. играо је и у Купу шампиона (Звезда је 1957. била полуфиналист), још једном био у репрезентацији (као резерва ушао у тим против Швајцарске 26. јуна 1955) и почео такмичење у Купу Југославије 1958/59. које је Звезда победоносно завршила.
Цокић је као Звездин играч емигрирао. Преко Италије је доспео у Немачку, а потом је отишао у САД. Неколико година пре смрти је последњи пут видео отаџбину.
Смрт га је стигла после излива крви у мозак у Елизабету (Њу Џерзи, САД). Умро је на другом континенту, где је и сахрањен.